# 江口美幸
江口 美幸（えぐち みゆき、女性、1972年3月28日 - ）は、日本の空手家。長野県伊那市出身。極真会館（松井派）・東京城西国分寺支部の指導員。極真空手弐段。夫は同支部支部長の江口芳治。現在は2児の母親でもある。

## 人物
神奈川大学外国語学部在学中の二十歳の頃に、運動不足解消の為にという理由で、極真会館城西国分寺支部に入門。三年の稽古の後に茶帯を取得。その後、ニューヨークで行われた極真会館主催の全世界女子空手道選手権大会（1996年度）において、初戦にてボロ負けする。その結果、自分が弱い人間であるという事を自覚し、「強くなりたい」という思いを強烈に抱き、本格的に空手家としての道を歩んでいくようになる。そして、第3回女子全世界空手道選手権大会にて、ポーランドのエワ・パウリコスカ選手を倒し、悲願の優勝を果たした。
「本の虫」と自称する程の読書好き。大学を神奈川大学に選んだのも、図書館の規模が際立って大きいからというのが理由だと言う。その為に大学在学中は読書のし過ぎで、寝食を忘れる程であったのだが、そのような生活がたたり、強い運動不足を感じて、極真空手に入門したのが空手家になる最初のきっかけであったという。

## 主な戦績（松井派主催）
- 1996年 第1回フルコンタクト制全国女子交流試合 優勝
- 1997年 第1回女子全日本空手道選手権大会 優勝
- 1998年 第2回女子世界空手道選手権大会 軽量級 準優勝
- 1999年 アメリカズカップ 女子軽量級 準優勝
- 2000年 アメリカズカップ 女子軽量級 準優勝
- 2001年 第3回女子世界空手道選手権大会 軽量級 優勝

## 主な著作
- 『世界一強い女。』ラピュータ 2002年12月
- 『愛されて、強い女にもなれる「魔法の思考」』東邦出版 2007年4月